# Kansas City Chiefs 1974
La stagione 1974 dei Kansas City Chiefs è stata la quinta nella National Football League e la 15ª complessiva. Fu anche l'ultima stagione del capo-allenatore Hank Stram, l'unico che la squadra avesse mai avuto, licenziato dopo la prima stagione perdente in 11 anni. Il roster iniziò a mostrare i segni dell'età media avanzata e una delle poche luci della stagione fu il cornerback Emmitt Thomas che guidò la lega con un record di franchigia di 12 intercetti.

## Roster
| Roster dei Kansas City Chiefs nel 1974 |
| --- |
| Quarterback - 16 Len Dawson - 12 David Jaynes - 10 Mike Livingston Running Back - 27 Woody Green - 38 Wendell Hayes FB - 31 Jeff Kinney - 30 Cleo Miller - 14 Ed Podolak Wide Receiver - 83 Larry Brunson - 80 Andy Hamilton - 85 Barry Pearson - 89 Otis Taylor - 17 Elmo Wright Tight End - 88 Morris Stroud Offensive Linemen - 71 Ed Budde G - 60 George Daney G - 77 Charlie Getty T - 73 Dave Hill T - 52 Tommy Humphrey C - 76 Mo Moorman G - 70 Jim Nicholson T - 58 Jack Rudnay C - 77 Jim Tyrer T - 72 Wayne Walton T Defensive Linemen - 86 Buck Buchanan DT - 61 Curley Culp DT - 69 Fred DeBernardi DE - 74 Tom Keating DT - 81 Marvin Upshaw DE - 99 Wilbur Young DE Linebacker - 78 Bobby Bell - 63 Willie Lanier - 51 Jim Lynch - 57 Al Palewicz - 50 Bob Thornbladh - 54 Clyde Werner Defensive Back - 48 Nate Allen CB - 32 Doug Jones SS - 46 Jim Kearney SS - 40 Jim Marsalis CB - 15 Kerry Reardon CB - 20 Mike Sensibaugh FS - 18 Emmitt Thomas CB Special Team - 3 Jan Stenerud K - 44 Jerrel Wilson P |
| Legenda - I rookie sono in corsivo. - Il primo ruolo è il principale mentre gli eventuali successivi indicano i ruoli secondari. - (IR) sta per Injured Reserve ed indica la lista ristretta per un solo giocatore infortunato che può tornare ad allenarsi dopo la settimana 6 e a rientrare in prima squadra dopo che questa ha giocato 8 partite. - (NF-Inj.) / (NF-Ill.) stanno rispettivamente per Non-Football Injured e Non-Football Illness ed indicano le liste dove viene inserito un giocatore che ha un infortunio o una malattia non dipendente dal football americano. - (PUP) sta per Physically Unable to Perform ed indica la lista dove viene inserito un giocatore mentre è in attesa di recuperare la condizione fisica. Nella stagione regolare dopo la sesta partita giocata dalla propria squadra, il giocatore ha tempo tre settimane per riprendere ad allenarsi, più tre settimane aggiuntive dal suo rientro agli allenamenti per rientrare in prima squadra.                                      |

## Calendario
| Stagione regolare |                   |                        |           |          |
| Turno             | Data              | Avversario             | Risultato | Pubblico |
| 1                 | 15 settembre 1974 | New York Jets          | V 24–16   | 74,854   |
| 2                 | 22 settembre 1974 | at Oakland Raiders     | S 27–7    | 48,108   |
| 3                 | 29 settembre 1974 | at Houston Oilers      | V 17–7    | 28,538   |
| 4                 | 6 ottobre 1974    | Denver Broncos         | S 17–14   | 67,298   |
| 5                 | 13 ottobre 1974   | Pittsburgh Steelers    | S 34–24   | 65,517   |
| 6                 | 20 ottobre 1974   | at Miami Dolphins      | S 9–3     | 67,779   |
| 7                 | 27 ottobre 1974   | at San Diego Chargers  | V 24–14   | 34,371   |
| 8                 | 3 novembre 1974   | New York Giants        | S 33–27   | 61,437   |
| 9                 | 10 novembre 1974  | San Diego Chargers     | S 14–7    | 48,551   |
| 10                | 18 novembre 1974  | at Denver Broncod      | V 42–34   | 50,236   |
| 11                | 24 novembre 1974  | at Cincinnati Bengals  | S 33–6    | 49,777   |
| 12                | 1º dicembre 1974  | at St. Louis Cardinals | V 17–13   | 41,863   |
| 13                | 8 dicembre 1974   | Oakland Raiders        | S 7–6     | 60,577   |
| 14                | 14 dicembre 1974  | Minnesota Vikings      | S 35–15   | 35,480   |

## Classifiche
| AFC West           |    |   |   |      |     |       |     |     |     |
|                    | V  | S | P | %    | DIV | CONF  | PF  | PS  | STR |
| Oakland Raiders    | 12 | 2 | 0 | .857 | 5–1 | 9–2   | 355 | 228 | V3  |
| Denver Broncos     | 7  | 6 | 1 | .536 | 3–3 | 5–4–1 | 302 | 294 | S1  |
| Kansas City Chiefs | 5  | 9 | 0 | .357 | 2–4 | 4–7   | 233 | 293 | S2  |
| San Diego Chargers | 5  | 9 | 0 | .357 | 2–4 | 4–7   | 212 | 285 | V2  |